# Druha liha
Druha liha (ukr. Чемпіонат України з футболу: друга ліга) je od sezóny 1992 třetí nejvyšší fotbalovou soutěží a zároveň i poslední ligovou soutěží na Ukrajině. Je řízena Ukrajinským fotbalovým svazem. Hraje se každý rok od léta do jara se zimní přestávkou. Účastní se jí 14 týmů, každý s každým hraje jednou na domácím hřišti a jednou na hřišti soupeře. Do sezóny 2012/13 se skládala ze dvou skupin − "A" a "B". Vítězem se stává tým s nejvyšším počtem bodů a postupuje do nejvyšší soutěže Perša liha.

## Formát soutěže
Zdroj: 
- 1992: dvě skupiny ("A" a "B")
- 1992–1995: jedna skupina
- 1995–1997: dvě skupiny ("A" a "B")
- 1997–2006: tři skupiny ("A", "B" a "C")
- 2006–2013: dvě skupiny ("A" a "B")
- 2013– : jedna skupina